# پردیس البرز دانشگاه تهران
پردیس البرز دانشگاه تهران یکی از پردیس‌های منطقه ای دانشگاه تهران است که ساختمان مرکزی آن در شهر تهران خیابان وصال شیرازی در مجاورت دانشگاه تهران قرار دارد که از سال ۱۳۹۰ کار خود را آغاز کرد.
پردیس البرز دانشگاه تهران بر مبنای برنامه‌ریزی‌ها قرار است بخش مهمی از دانشجویان خارجی علاقه‌مند به تحصیل در ایران را جذب کند. در بهمن ۱۳۹۱ پردیس البرز دانشگاه تهران اعلام کرد برای رشته‌های مدیریت بازرگانی، مدیریت MBA گرایش استراتژی، مدیریت MBA گرایش بازاریابی، مدیریت اجرایی، مدیریت مالی، حسابداری، مدیریت ورزشی، روان‌شناسی بالینی، حقوق عمومی، حقوق جزا و جرم‌شناسی، مهندسی صنایع دانشجوی ارشد پذیرش می‌کند. این پردیس بیش از ۲۶۰۰ دانشجو در مقاطع کارشناسی ارشد و دکتری دارد. سال ۱۳۹۴ به بعد دانشجویان این پردیس در دانشکده‌های مختلف دانشگاه تهران ادغام و به همراه دانشجویان روزانه کلاس‌های خود را سپری می‌کنند.
پذیرش دانشجو صرفاً از طریق کنکور سازمان سنجش آموزش کشور است.

## نگارخانه

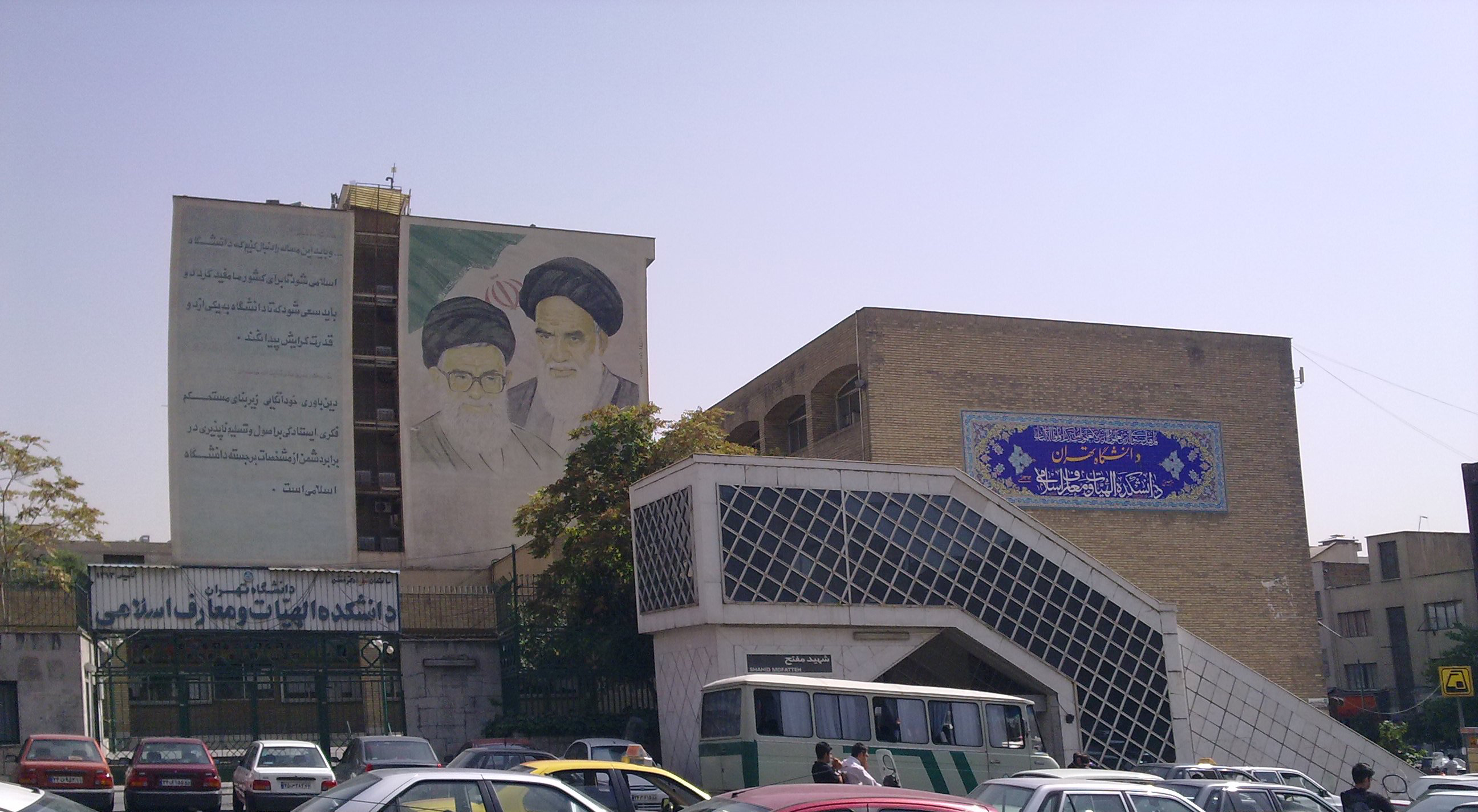
دانشکده الهیات

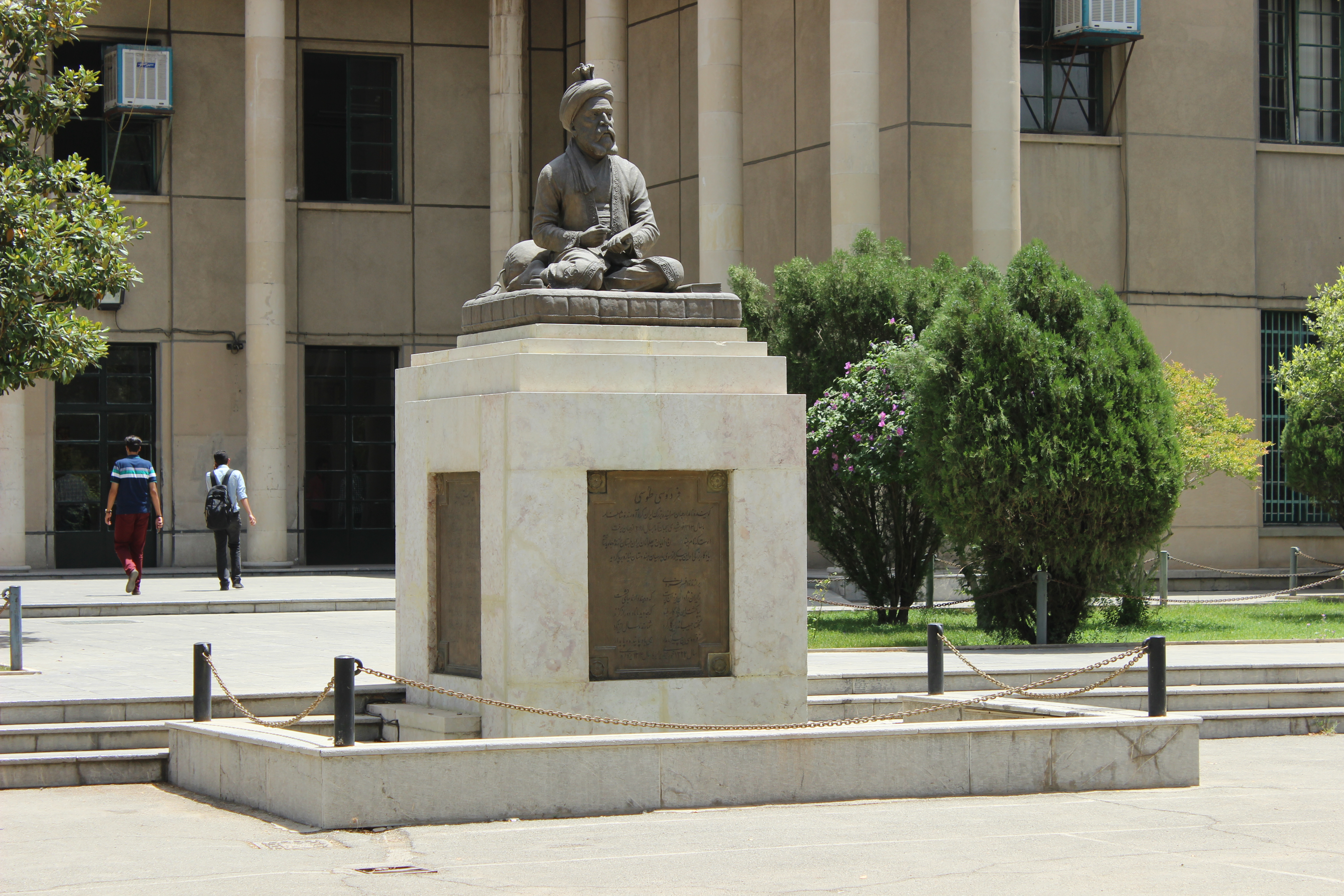
دانشکده ادبیات

## معرفی
پردیس البرز دانشگاه تهران در چارچوب سند چشم‌انداز بیست ساله کشور، نقشه جامع علمی کشور، برنامه‌های توسعه اقتصادی، اجتماعی و فرهنگی، سایر اسناد بالادستی حوزه نظام آموزشی عالی کشور و همچنین برنامه استراتژیک دانشگاه در زمینه گسترش آموزش عالی و با هدف پاسخگویی به تقاضای داوطلبان ایرانی و غیر ایرانی، با مصوبه هیئت امنای دانشگاه تهران و مجوز شورای گسترش، برای مشارکت در تربیت نیروی انسانی متخصص، توسعه تحقیقات و مشارکت در تولید علم و فناوری و تجاری سازی نتایج تحقیقات و یافته‌های علمی با کیفیت تأسیس گردید.

## تاریخچه
پردیس البرز دانشگاه تهران در تاریخ ۱۳۹۰/۶/۲۶ با تصویب هیئت امنای دانشگاه تهران با نام دانشگاه تهران ۲ (شامل پردیس خواهران و برادران) به منظور استفاده بهتر از پتانسیل‌های دانشگاه تهران و در راستای تحقق اهداف و مأموریت‌های سازمان توسعه و سرمایه‌گذاری دانشگاه تهران تأسیس گردید. شورای گسترش آموزش عالی در تاریخ ۹۰/۱۰/۰۳ با ایجاد پردیس دانشگاهی وابسته به دانشگاه تهران در چارچوب شیوه نامه تأسیس پردیس‌های دانشگاهی و دستورالعمل اجرایی آن موافقت قطعی به عمل آورد و هم‌اکنون با نام پردیس البرز دانشگاه تهران مشغول به فعالیت می‌باشد.

## رشته‌های تحصیلی

### رشته‌های تحصیلی مقطع کارشناسی ارشد
| گروه آموزشی                     | نام رشته‌های تحصیلی                               |
| ------------------------------- | ------------------------------------------------ |
| گروه آموزشی علوم پایه           | علوم و فناوری نانو - نانو شیمی                   |
| گروه آموزشی علوم پایه           | شیمی کاربردی                                     |
| گروه آموزشی علوم انسانی         | علوم اقتصادی                                     |
| گروه آموزشی علوم انسانی         | مدیریت آموزشی                                    |
| گروه آموزشی علوم انسانی         | کارآفرینی - کسب و کار جدید                       |
| گروه آموزشی علوم انسانی         | حسابداری                                         |
| گروه آموزشی علوم انسانی         | مدیریت مالی                                      |
| گروه آموزشی علوم انسانی         | مدیریت رسانه                                     |
| گروه آموزشی علوم انسانی         | مدیریت امور شهری                                 |
| گروه آموزشی علوم انسانی         | جغرافیا و برنامه‌ریزی شهری                        |
| گروه آموزشی علوم انسانی         | جغرافیای سیاسی                                   |
| گروه آموزشی علوم انسانی         | مدیریت دولتی - تصمیم‌گیری وخط مشی گذاری عمومی     |
| گروه آموزشی علوم انسانی و تجربی | روان‌شناسی بالینِی                                 |
| گروه آموزشی علوم انسانی         | فقه و مبانی حقوق اسلامی                          |
| گروه آموزشی تربیت بدنی          | مدیریت ورزشی- مدیریت راهبردی در سازمان‌های ورزشی  |
| گروه آموزشی تربیت بدنی          | مدیریت ورزشی - مدیریت اوقات فراغت ورزش‌های تفریحی |
| گروه آموزشی تربیت بدنی          | مدیریت ورزشی - مدیریت رویدادهای ورزشی            |
| گروه آموزشی تربیت بدنی          | آسیب‌شناسی ورزشی و حرکات اصلاحی - حرکات اصلاحی    |
| گروه آموزشی علوم اجتماعی        | فلسفه علوم اجتماعی                               |

### رشته‌های تحصیلی مقطع دکتری
| گروه علمی                | نام رشته‌های تحصیلی                                          |
| ------------------------ | ----------------------------------------------------------- |
| گروه آموزشی علوم پایه    | نانوشیمی                                                    |
| گروه آموزشی علوم پایه    | شیمی کاربردی                                                |
| گروه آموزشی علوم انسانی  | علوم اقتصادی                                                |
| گروه آموزشی علوم انسانی  | حسابداری                                                    |
| گروه آموزشی علوم انسانی  | جغرافیا و برنامه‌ریزی شهری                                   |
| گروه آموزشی علوم انسانی  | جغرافیای سیاسی                                              |
| گروه آموزشی علوم انسانی  | مدیریت بازرگانی _ مدیریت سیاستگذاری بازرگانی                |
| گروه آموزشی علوم انسانی  | مدیریت دولتی - تصمیم‌گیری و خط مشی گذاری عمومی               |
| گروه آموزشی علوم انسانی  | مدیریت- مدیریت رسانه‌ای                                      |
| گروه آموزشی علوم انسانی  | مدیریت دولتی - مدیریت منابع انسانی                          |
| گروه آموزشی علوم انسانی  | جامعه‌شناسی                                                  |
| گروه آموزشی علوم انسانی  | مدیریت بازرگانی - مدیریت بازاریابی                          |
| گروه آموزشی تربیت بدنی   | رفتار حرکتی - رشد حرکتی                                     |
| گروه آموزشی تربیت بدنی   | آسیب‌شناسی ورزشی و حرکات اصلاحی - تربیت بدنی ویژه            |
| گروه آموزشی علوم انسانی  | فیزیولوژی ورزشی - فیزیولوژی ورزشی قلب و عروق و تنفس         |
| گروه آموزشی تربیت بدنی   | آسیب‌شناسی ورزشی و حرکات اصلاحی - حرکات اصلاحی               |
| گروه آموزشی علوم انسانی  | علوم اقتصادی - اقتصاد پولی                                  |
| گروه آموزشی علوم انسانی  | مدیریت رسانه‌ای                                              |
| گروه آموزشی علوم انسانی  | مدیریت تکنولوژی - مدیریت نوآوری                             |
| گروه آموزشی تربیت بدنی   | مدیریت ورزشی - مدیریت راهبردی در سازمان‌ها و رویدادهای ورزشی |
| گروه آموزشی تربیت بدنی   | مدیریت ورزشی - مدیریت بازاریابی در ورزش                     |
| گروه آموزشی علوم انسانی  | مدیریت صنعتی - تحقیق در عملیات                              |
| گروه آموزشی علوم انسانی  | مدیریت صنعتی - تولید و عملیات                               |
| گروه آموزشی علوم انسانی  | مدیریت صنعتی - مالی                                         |
| گروه آموزشی تربیت بدنی   | فیزیولوژی ورزشی - فیزیولوژی ورزشی عصبی - عضلانی             |
| گروه آموزشی تربیت بدنی   | فیزیولوژی ورزشی - بیوشیمی و متابولیسم ورزشی                 |
| گروه آموزشی تربیت بدنی   | آسیب‌شناسی ورزشی و حرکات اصلاحی - امدادگر ورزشی              |
| گروه آموزشی علوم انسانی  | آموزش زبان انگلیسی                                          |
| گروه آموزشی علوم انسانی  | زبان و ادبیات انگلیسی                                       |
| گروه آموزشی علوم انسانی  | حقوق خصوصی                                                  |
| گروه آموزشی علوم انسانی  | فقه و مبانی حقوق اسلامی                                     |
| گروه آموزشی علوم انسانی  | زبان و ادبیات فارسی                                         |
| گروه آموزشی علوم انسانی  | حقوق عمومی                                                  |
| گروه آموزشی علوم انسانی  | حقوق بین‌الملل عمومی                                         |
| گروه آموزشی فنی و مهندسی | مهندسی صنایع                                                |
| گروه آموزشی فنی و مهندسی | مهندسی متالورژی و مواد                                      |
| گروه آموزشی علوم انسانی  | محیط زیست - برنامه‌ریزی                                      |